# Клименко, Нина Фёдоровна
Нина Федоровна Клименко (укр. Ніна Федорівна Клименко; род. 22 октября 1939, Черкассы — 30 августа 2018, Киев) — советский и украинский языковед, член-корреспондент Академии наук Украины, доктор филологических наук, профессор.

## Биография
В 1961 г. окончила Киевский государственный университет имени Тараса Шевченко. Работала в 1961—1964 гг. в Украинском обществе дружбы и культурной связи с зарубежными странами. С 1965 г. по 1967 г. — аспирантка, с 1968 г. — сотрудник, в 1987—2004 гг. — заведующий отделом структурно-математической лингвистики Института языкознания АН Украины. В 1999—2004 гг. по совместительству заведующий кафедрой эллинистики Киевского национального университета им. Т. Шевченко, с сентября 2004 г. — профессор этой кафедры.
Докторскую диссертацию защитила в 1986 г., профессор с 1992 г. Предложенную Н. Ф. Клименко методику типологического сопоставления языков на морфемном уровне применяют ученые Украины, Эстонии, Словакии, Германии.
Под руководством профессора Клименко и с её участием создано «Морфемно-словообразовательный фонд украинского языка», впервые на Украине подписан с помощью компьютера «Частотно-валентный словарь аффиксальных морфем украинского языка» (К., 1998) и «Школьный словообразовательный словарь современного украинского языка» (К., 2005).
Член редколлегии и соавтор энциклопедии «Украинский язык» (2000, 2-е изд. 2004; 3-е изд. 2007, 4-е изд. 2011).
Участник международных съездов славистов, конгрессов украинистов, эллинистов, международных и украинских научных конференций.
С 2003 г. профессор Клименко Н. Ф. — член комиссии по словообразованию при Международном комитете славистов.
Нина Клименко — основатель кафедры эллинистики в Киевском национальном университете имени Тараса Шевченко, которую она возглавила в 1999 г. За это время опубликован «Практический курс новогреческого языка» (часть 1, К., 1998), первые в лексикографии «Новогреческо-украинский словарь» (К., 2003, 2-е издание 2005, вместе с Пономаревым А. Д. и Чернухиным Е. К.), Украинско-новогреческий словарь (К., 2008, вместе с Пономаревым А. Д. и Савенко А. О.), первую на Украине антологию «Новогреческая литература в украинских переводах» (К., 2005, составитель вместе с Пономаревым А. Д.). Она напечатала несколько десятков статей, посвященных проблемам теоретической грамматики новогреческого языка, сопоставительной лексикологии новогреческого и украинского языка, сопоставительного украинско-новогреческого словообразования, что позволили развернуть эллинистические студии на Украине. 2010 г. опубликован сборник научных трудов «Украинская эллинистика», ответственным редактором которого и является автором Клименко Н. Ф. Переведены с новогреческого Хр. Янарас: «Неразрывная философия» К., 2001 (вместе с Чердакли А. М.), М. Триандафилидис: «Малая грамматика новогреческого языка». — Салоники, 2003 (вместе с А. Д. Пономаревым).
Умерла 30 августа 2018 года на 79-м году жизни в г. Киеве.

## Научные интересы
Круг научных интересов: общее языкознание, украинистика (словообразование, морфемика), лексикология, семасиология, компьютерная лингвистика, неоэллинистика.

## Труды
Соавтор словарей:
- «Частотний словник сучасної української художньої прози» (т. 1—2) — К., 1981,
- «Обернений частотний словник сучасної української художньої прози» (К., 1998)
- «Словник афіксальних морфем української мови» Архивная копия от 8 ноября 2016 на Wayback Machine (відпов. редагування — К., 1998),
- «Новогрецько-український словник» (К., 2003, 2-е видання 2005),
- «Українсько-новогрецький словник» (К., 2008),
- «Шкільний словотвірний словник сучасної української мови» (К., 2005).

Ответственный редактор словарей:
- Яценко. І. Т. «Морфемний аналіз» (К., 1981),
- «Порадник ділової людини» (К., 1995),
- «Російсько-українського словника з електроенергетики» (разом з С. Я. Меженним; К., 1992).
- «Граматичний словник української літературної мови: Словозміна» (К., 2011).

Автор более 350 опубликованных работ, в частности монографий:
- «Система афіксального словотворення сучасної української мови». — К., 1973;
- «Словотворча структура і семантика складних слів у сучасній українській мові». — К., 1984;
- «Як народжується слово». — К., 1991;
- «Основи морфеміки сучасної української мови». — К., 1998, 2000.

Соавтор монографий:
- «Структурна граматика сучасної української мови». — К., 1972;
- «Морфемна будова сучасної української мови». — К., 1975;
- «Нариси з контрастивної лінгвістики». — К., 1979,
- «Словотвір сучасної літературної української мови». — К., 1979;
- «Формалізовані основи семантичної класифікації лексики». — К., 1982;
- "Лексична семантика в системі «людина-машина». — К., 1986;
- «Український семантичний словник» (проспект). — К., 1990 (рос. мовою);
- «Використання ЕОМ у лінгвістичних дослідженнях». — К., 1990 (рос. мовою);
- «Мови європейського культурного ареалу: розвиток і взаємодія». — К., 1995;
- «Інститут мовознавства ім. О. О. Потебні НАН України. Матеріали до історії». — К., 2005;
- Динамічні процеси в сучасному українському лексиконі. — К., 2008 Архивная копия от 29 октября 2013 на Wayback Machine;
- Українська елліністика. — К., 2010.

## Ученики
Подготовила 12 кандидатов филологических наук по специальностям русский язык, структурно-математическая и прикладная лингвистика, общее языкознание, переводоведение, эллинистика и 2 докторов наук.